# 塞默羯
塞默羯（？—720年），8世纪前期奚族部落联盟将领。
塞默羯在部落联盟首领李大酺麾下为牙官。唐玄宗开元三年（715年），李大酺归附唐朝，尚固安公主。开元八年（720年），李大酺率兵讨契丹可突干，战死。其弟李鲁苏嗣位。这时，李鲁苏策划奚族谋反，事情被固安公主所知，于是置酒将其诱杀。